# 대전월드컵경기장
대전월드컵경기장(大田월드컵競技場, Daejeon World Cup Stadium)은 대한민국 대전광역시에 있는 축구 경기장이다. 대전광역시 시설관리공단에서 관리하고 있다. 대전 하나 시티즌의 팀 컬러인 자주색과 융합되는 경기장이어서 '퍼플 아레나'라는 별칭으로도 불린다.

## 건축
에산 1,478억 원을 들여 1998년 12월 16일 착공하여 2001년 9월 13일 완공, 개장하였다. 대지 면적은 169,769m2, 연면적은 100,689.92m2이다. 대한민국 최초로 반 개폐식 지붕구조를 갖춘 축구 전용 경기장으로, 42,176명을 수용할 수 있다. 완공 이후 K리그에 참가중인 대전 하나 시티즌의 홈으로 사용되고 있다. 경기장 내에는 월드컵 홍보관과 스포츠센터가 있다. 인근에는 478 석 규모의 관중석을 갖춘 보조경기장이 있다.

## 활용
대한민국과 이탈리아의 2002년 FIFA 월드컵 16강전이 열렸던 장소이다. 2016년 K리그 그린 스타디움에 선정되었다. 유성 나들목과 가깝고, 경기장 옆에는 노은농수산물도매시장이 있으며, 월드컵경기장역은 시장 옆에 있다. 2013년 개봉한 영화 신세계의 촬영지로 쓰인 바 있으며, 2015년 5월 16일에는 《슈퍼콘서트 토요일을 즐겨라》가 진행되기도 하였다.

## 개최된 국제 경기 목록

### 2002년 FIFA 월드컵
| 날짜            | 팀 1              | 스코어              | 팀 2     | 라운드       |
| --------------- | ----------------- | ------------------- | -------- | ------------ |
| 2002년 6월 12일 | 남아프리카 공화국 | 2 - 3               | 스페인   | B조 3차전    |
| 2002년 6월 14일 | 폴란드            | 3 - 1               | 미국     | D조 3차전    |
| 2002년 6월 18일 | 대한민국          | 2 - 1 연장전 골든골 | 이탈리아 | 16강전 8경기 |

### 2003년 피스컵
| 날짜            | 팀 1          | 스코어 | 팀 2                | 라운드 |
| --------------- | ------------- | ------ | ------------------- | ------ |
| 2003년 7월 15일 | 카이저 치프스 | 0 - 2  | 올랭피크 리옹       | A조    |
| 2003년 7월 18일 | 1860 뮌헨     | 0 - 0  | 로스앤젤레스 갤럭시 | B조    |

### 2005년 피스컵
| 날짜            | 팀 1              | 스코어 | 팀 2            | 라운드 |
| --------------- | ----------------- | ------ | --------------- | ------ |
| 2005년 7월 16일 | 마멜로디 선다운즈 | 1 - 0  | 레알 소시에다드 | B조    |
| 2005년 7월 19일 | 성남 일화 천마    | 0 - 1  | 온세 칼다스     | A조    |

### 2005년 동아시아 축구 선수권 대회
| 날짜            | 팀 1                   | 스코어 | 팀 2           | 라운드 |
| --------------- | ---------------------- | ------ | -------------- | ------ |
| 2005년 7월 31일 | 대한민국               | 1 - 1  | 중화인민공화국 | 1차전  |
| 2005년 7월 31일 | 조선민주주의인민공화국 | 1 - 0  | 일본           | 1차전  |
| 2005년 8월 3일  | 일본                   | 2 - 2  | 중화인민공화국 | 2차전  |

### 2005년 동아시아 여자 축구 선수권 대회
| 날짜           | 팀 1 | 스코어 | 팀 2           | 라운드 |
| -------------- | ---- | ------ | -------------- | ------ |
| 2005년 8월 3일 | 일본 | 0 - 0  | 중화인민공화국 | 2차전  |

### 2017년 FIFA U-20 월드컵
| 날짜            | 팀 1       | 스코어          | 팀 2           | 라운드 |
| --------------- | ---------- | --------------- | -------------- | ------ |
| 2017년 5월 20일 | 베네수엘라 | 2 - 0           | 독일           | B조    |
| 2017년 5월 20일 | 바누아투   | 2 - 3           | 멕시코         | B조    |
| 2017년 5월 23일 | 베네수엘라 | 7 - 0           | 바누아투       | B조    |
| 2017년 5월 23일 | 멕시코     | 0 - 0           | 독일           | B조    |
| 2017년 5월 28일 | 뉴질랜드   | 0 - 2           | 프랑스         | E조    |
| 2017년 5월 28일 | 미국       | 1 - 1           | 사우디아라비아 | F조    |
| 2017년 5월 30일 | 베네수엘라 | 1 - 0 연장전    | 일본           | 16강   |
| 2017년 6월 4일  | 포르투갈   | 2 - 2 PSO 4 - 5 | 우루과이       | 8강    |
| 2017년 6월 8일  | 우루과이   | 1 - 1 PSO 3 - 4 | 베네수엘라     | 4강    |

## 사진

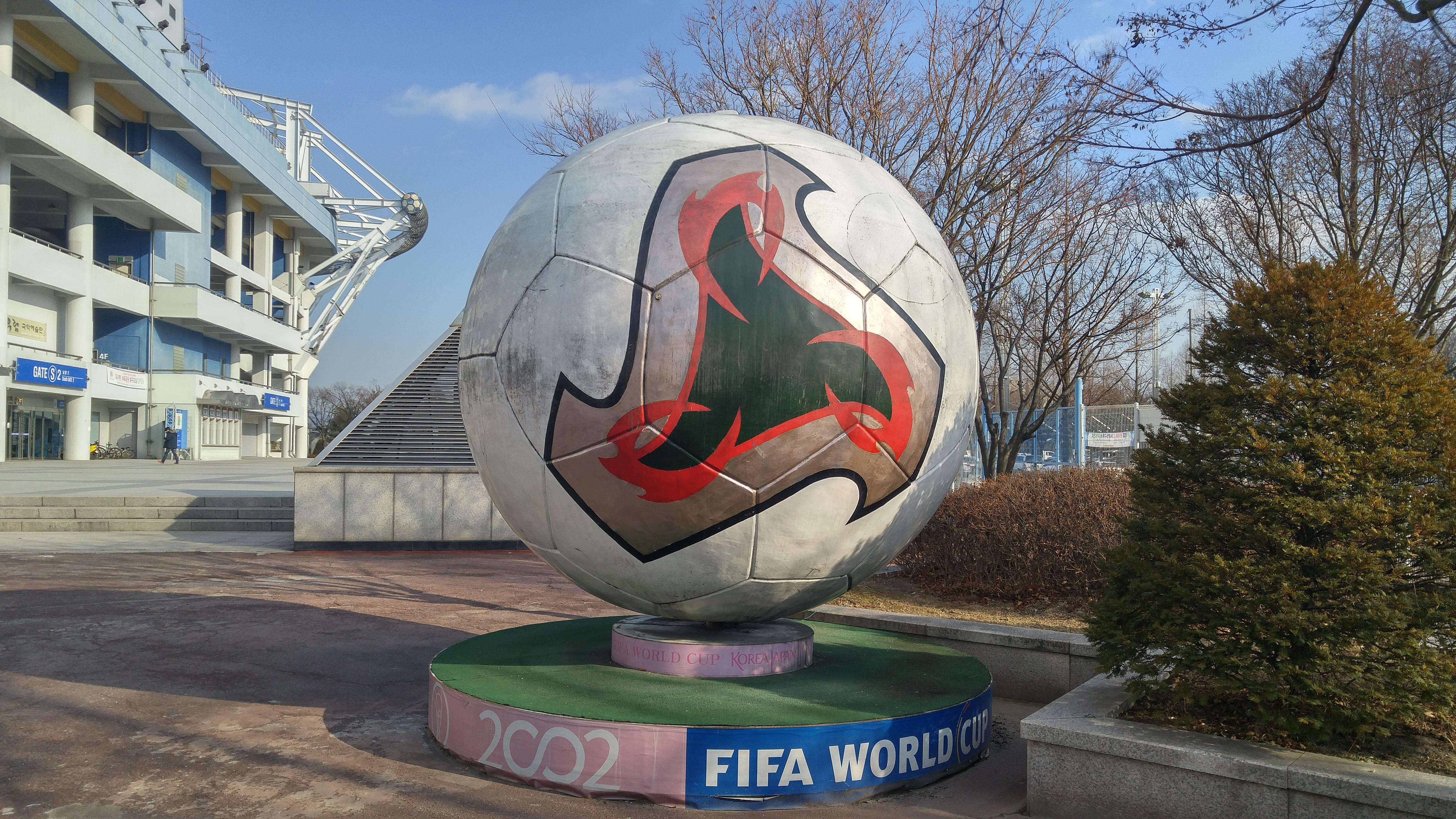
대전월드컵경기장 앞 피버노바 동상
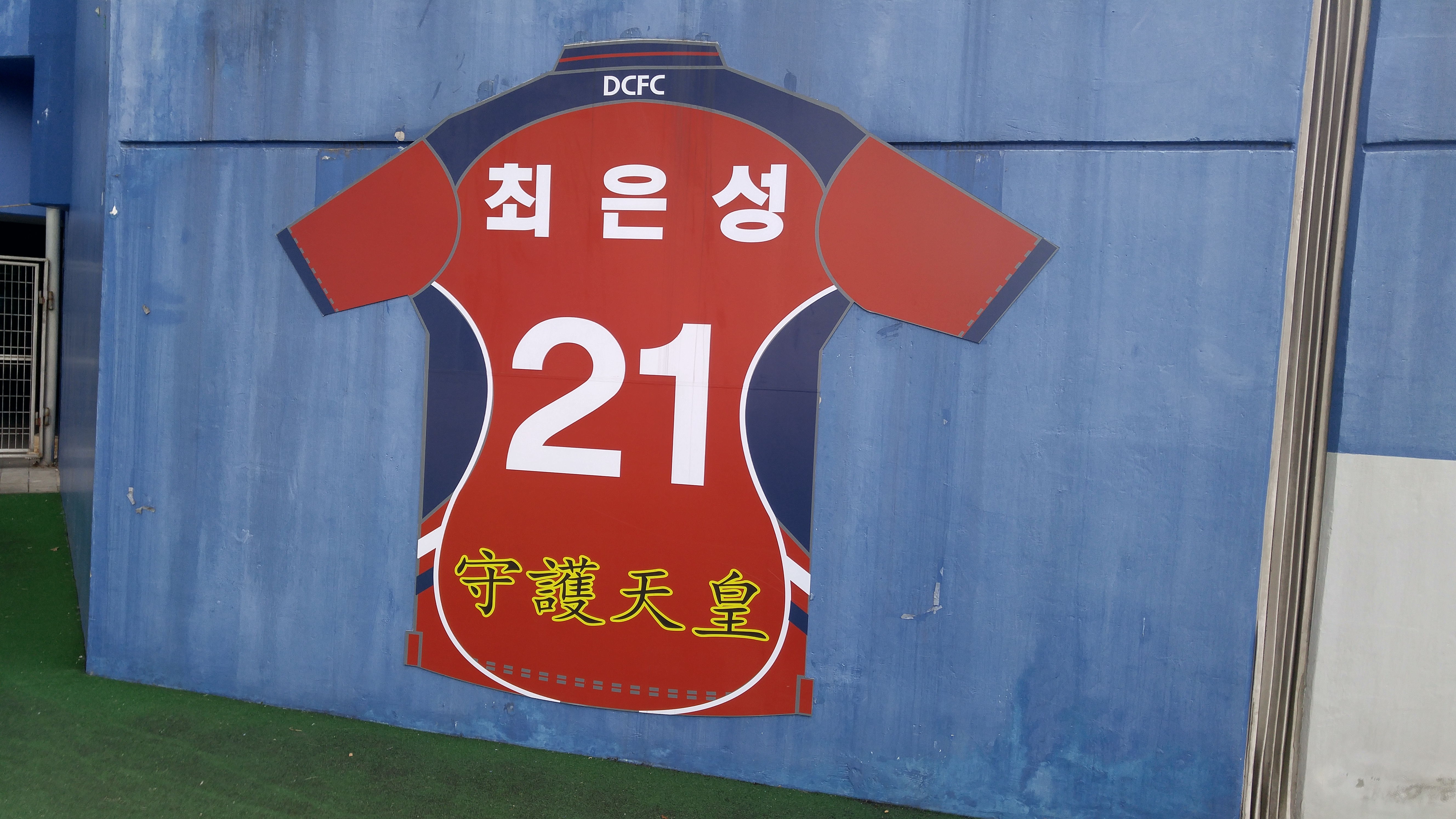
최은성 기념 부착물
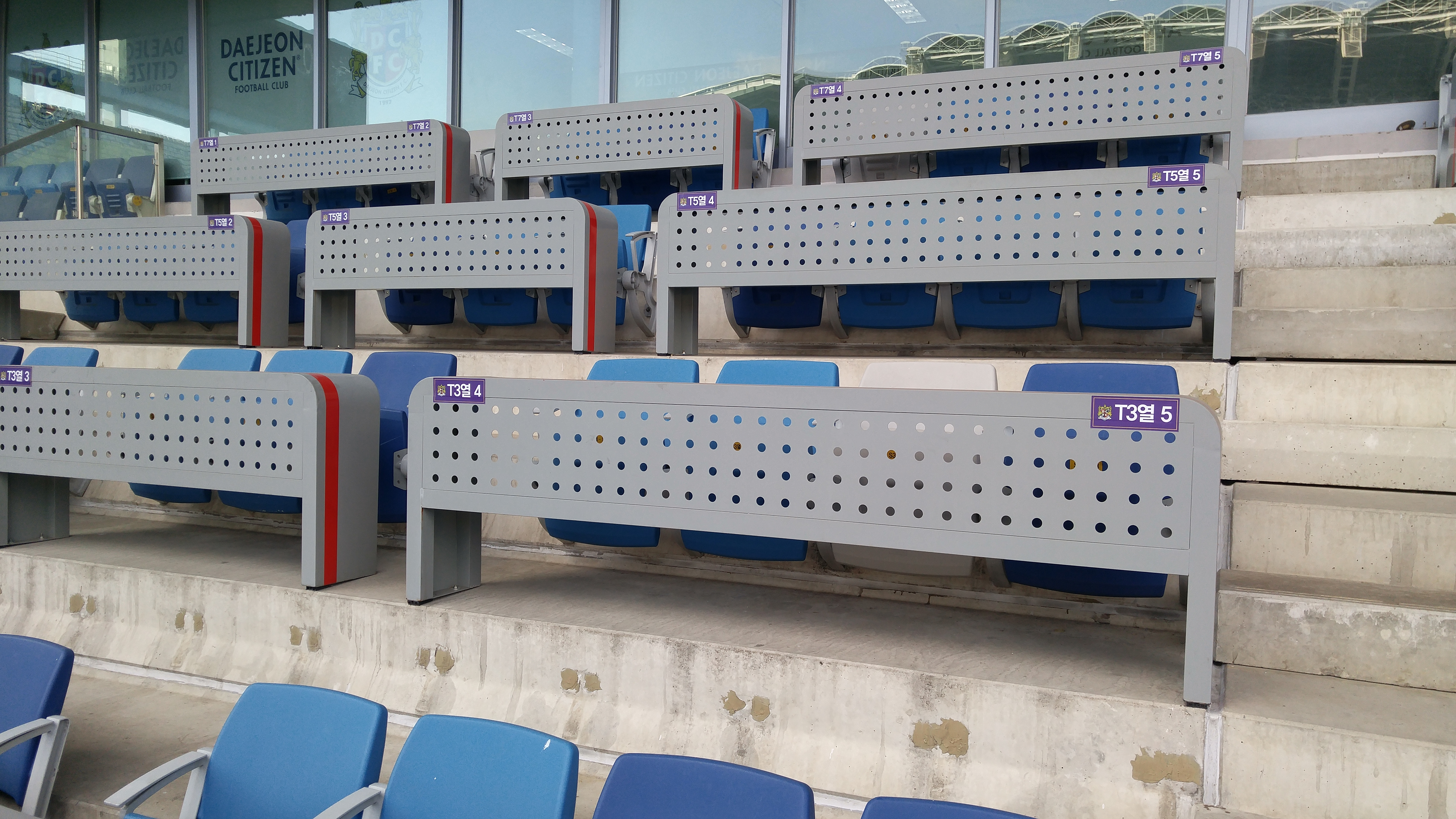
대전월드컵경기장 W석 테이블석
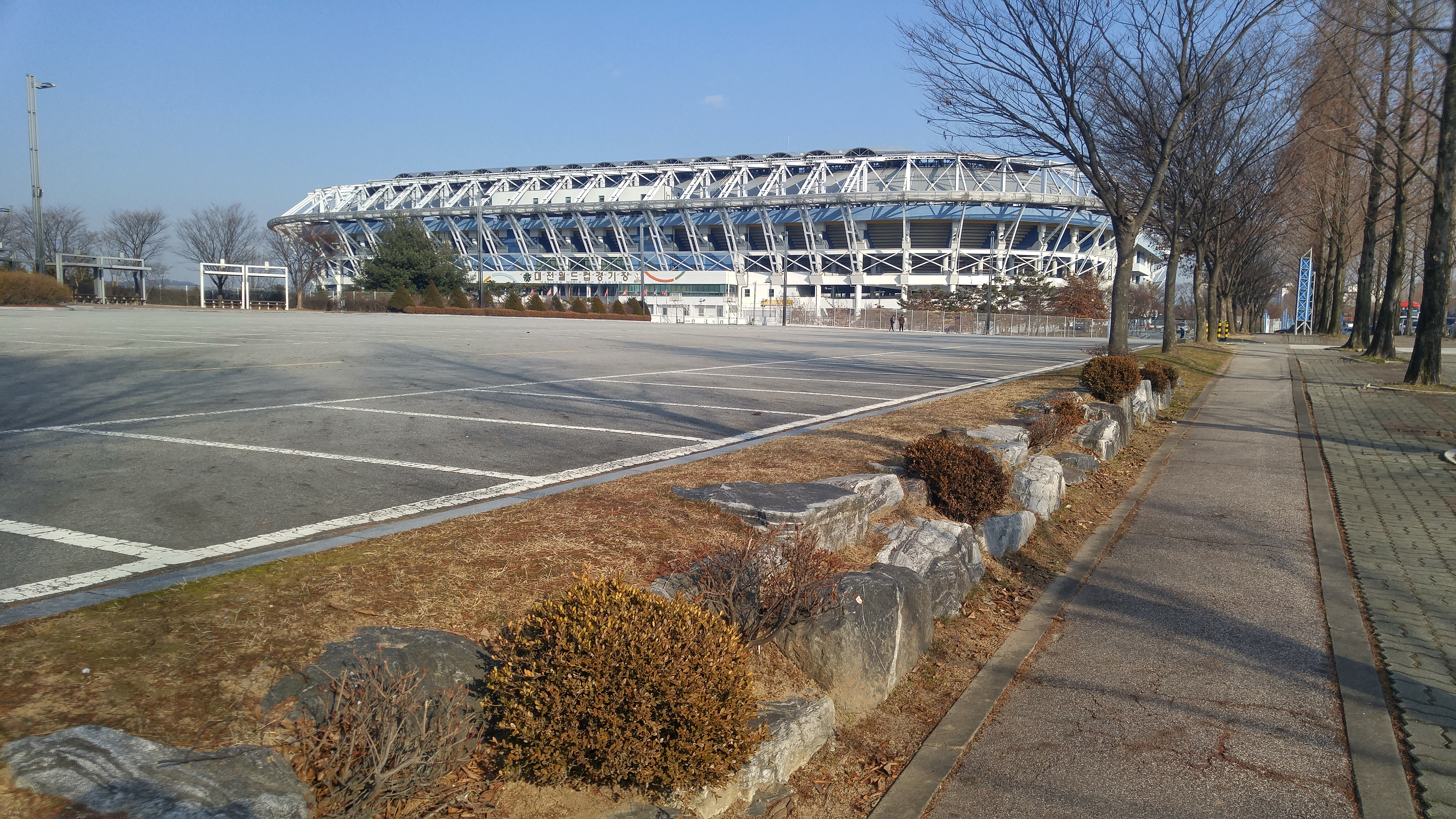
대전월드컵경기장 앞 주차장 및 영화 신세계 촬영지
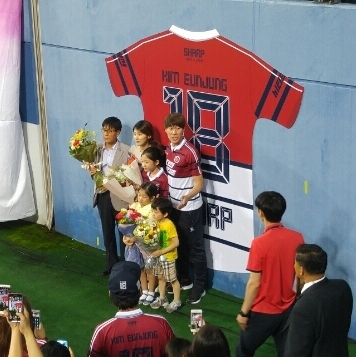
은퇴식에서 대전월드컵경기장 내 김은중의 18번 헌정을 기념하는 부착물

## 같이 보기
- 대한민국의 축구 경기장 목록

## 참고 문헌
- 〈대전월드컵경기장〉. 《두피디아》. 두산.
- “대전월드컵경기장 시설현황”. 대전광역시시설관리공단.
- 《전국 공공체육 시설 현황 (2017년말 기준)》. 대한민국 문화체육관광부. 2019.